# مالكوم بوتس
مالكوم بوتس (بالإنجليزية: Malcolm Potts) هو طبيب بريطاني، ولد في 8 يناير 1935.